# Snatch (film)
Snatch is een komische gangsterfilm uit 2000 geregisseerd door Guy Ritchie. De film speelt zich af in Londen en draait zowel om een enorme gestolen diamant als om perikelen in het plaatselijke illegale bokscircuit.

## Verhaal
De film begint met Turkish (Jason Statham) en Tommy (Stephen Graham) die in een kamer zitten met een onbekende man terwijl Turkish vertelt wat er allemaal is gebeurd vóór dit moment. De film springt een week terug met een overval op een diamanthandelaar in Antwerpen. De overvallers doen zich voor als een groepje van vier joden die interesse hebben in de diamant, om zo het beveiligde kantoor binnen te komen. Eenmaal binnen ontdoet een van de overvallers zich van zijn kostuum, waaronder zich een vest met vier holsters met vier revolvers bevindt. De overval blijkt een succes, en de 'joodse' bandieten gaan met de buit aan de haal. Een van deze overvallers is de gokverslaafde Franky Four Fingers, wiens achternaam te danken is aan het gevolg van het niet terugbetalen van gokschulden aan de maffia. De 86-karaatse steen komt in zijn handen en hij moet hem meenemen naar Londen, alwaar hij de steen kan verkopen aan Doug "The Head", een diamantenhandelaar die zich voordoet als een Jood (dit zou volgens de film in deze handel een voordeel zijn). Deze deal is opgezet door de zakenpartner en neef van Doug, Abraham "Cousin Avi" Denovitz.
Aangezien Franky Four Fingers een 86 karaatsdiamant over straat mee moet nemen, lijkt het hem wenselijk om zich te bewapen met een revolver. Eerder in Antwerpen heeft hij een adres gekregen van een Russische wapenhandelaar, Boris "The Blade". Dit is de broer van de overvaller die Franky Boris' adres gaf. De twee broers smeden een plannetje om op listige wijze de diamant van Franky te roven. Franky moet als wederdienst voor de revolver die hij van Boris krijgt een weddenschap plaatsen bij een wedkantoor. Boris huurt dan een paar mannetjes in om Franky te overvallen: de niet al te snuggere Vinny en Sol. Zij moeten het wedkantoor overvallen als Franky naar binnen gaat - diens koffer is dan voor Boris en het geld van de weddenschappen voor Vinny en Sol.
In de tussentijd houden Turkish en zijn partner in crime Tommy hun illegale zaakjes draaiende. Tommy gaat over de gokkasten die hun dekmantel en inkomsten vormen, zodat de ondergrondse bokser Gorgeous George wedstrijden kan blijven vechten. Turkish bezoekt een belangrijk maar levensgevaarlijk kopstuk in de ondergrondse bokswereld, Brick Top Pulford. Hij spreekt met hem af dat Gorgeous George in een van zijn wedstrijden gaat vechten.
Turkish wil tevens een nieuwe caravan kopen om van daaruit de zaken beter te kunnen regelen. Dit laat hij over aan Tommy, die samen met Gorgeous George afreist naar een woonwagenkamp om een nieuwe caravan te kopen. Daar onderhandelt hij met de zigeuner Mickey O'Neil over een nieuwe caravan. Het probleem is echter dat deze zigeuners lastig te verstaan zijn en dit dus het onderhandelen voor Tommy benadeelt. Tommy komt tot overeenstemming met Mickey, maar door de onverstaanbare taal van de zigeuner wist Tommy niet dat hij een kapotte caravan kocht. De caravan begeeft het zodra zij het kamp uitrijden, waarna Tommy en Gorgeous George terugkeren om verhaal te halen bij Mickey. Mickey is hier niet van gediend en raadt de twee aan onmiddellijk te vertrekken. Wanneer dit niet gebeurt ontstaat er onenigheid, en Mickey daagt Gorgeous George uit voor een gevecht. De veel kleiner en lichter ogende Mickey schakelt Gorgeous met één rake dreun uit, terwijl hij nog een wedstrijd moet vechten voor Brick Top. Turkish en Tommy zien zichzelf genoodzaakt een andere bokser te selecteren, tot groot ongenoegen van Brick Top. Zij willen Mickey gebruiken om te vechten tegen Bomber Harris. Brick Top stemt hier uiteindelijk mee in, onder de voorwaarde de dat zigeuner in de vierde ronde neergaat.
In de verstreken tijd is Cousin Avi gearriveerd in Londen, nadat hij van Doug heeft gehoord dat Franky verdwenen is terwijl hij de weddenschap ging plaatsen. Avi weet namelijk dat Franky een gokprobleem heeft. De klunzige Vinny en Sol zijn samen met hun omvangrijke vriend Tyrone en de hond die Vinny van de zigeuners gekocht heeft naar het wedkantoor Franky Four Fingers om het te overvallen. De hond slikt in de auto een piepspeeltje in. Ze zetten met hun vluchtwagen per ongeluk de deur van Franky's busje klem. Na uren wachten plegen ze de overval daardoor als de verkeerde man het wedkantoor binnengaat. Bovendien blijkt er geen geld aanwezig omdat door het wisselen van de boksers alle weddenschappen stopgezet zijn. Bij het wegrijden van de vluchtauto komt de versufte Franky echter vrij, waarop Tyrone hem neerslaat. Omdat Franky met een handboei vastzit aan de koffer ontvoeren ze hem. Kort daarna bezoekt Boris de drie mislukte gangsters, die de diamant ontdekt hebben en een grote beloning eisen. Als zij de naam van Boris eruit flappen schiet deze Franky dood en gaat er met de diamant vandoor. De koffer bemachtigt hij door de arm van Franky af te hakken.
Ondertussen begint de bokswedstrijd tussen Bomber Harris en Mickey. De eigenwijze kampbewoner komt de afspraak niet na, en schakelt Bomber Harris op vrijwel dezelfde wijze als Gorgeous George uit. Brick Top is allesbehalve blij met dit resultaat, maar is desondanks erg onder de indruk van Mickey. Hij spreekt nogmaals hetzelfde af met Turkish... Wel gaat hij er met het spaargeld van Turkish vandoor. Brick Top concentreert zich op de overval op zijn wedkantoor. Een van zijn mannen herkent Tyrone op de camerabeelden. Uit hem weet Brick Top met grove intimidatie de namen van Vinny en Sol los te krijgen. Brick Top wil Vinny en Sol voor de overval gruwelijk vermoorden, maar Sol koopt dit af met de diamant, die ze Brick Top binnen 48 uur moeten bezorgen. Turkish en Tommy moeten intussen opnieuw met Mickey onderhandelen, die alleen wil vechten in ruil voor een dure caravan voor zijn moeder, waar Turkish geen geld meer voor heeft.
Door Doug en Avi wordt de plaatselijke legende "Bullet Tooth" Tony ingezet om ook, zij het met minder kwade intenties, achter Franky Four Fingers aan te gaan. Het spoor leidt hen al gauw naar Boris, die ze met veel moeite overmeesteren en ontvoeren. Sol, Vinny en Tyrone waren naar het huis van Boris gegaan met hetzelfde plan en zien de ontvoerders wegrijden, waarna ze hen achtervolgen. Turkish en Tommy zijn intussen ook naar het huis van Boris, want Tommy heeft ontdekt dat het wapen dat hij van Boris gekocht heeft nep is. Als Tommy het melkpak van Turkish uit de auto gooit, raakt hij zonder het te weten de voorruit van Tony, zodat er een botsing ontstaat en Boris uit de kofferbak ontsnapt om meteen door Tyrone geschept te worden. De lichtgewonde Tony en Avi strompelen een pub in, waar hun drie achtervolgers besluiten toe te slaan. Tony krijgt echter al snel door dat hun wapens namaak zijn en hoeft na deze onthulling alleen zijn eigen wapen te onthullen om hen weg te jagen. Bij het weggaan stuiten Sol, Vinny en Tyrone echter op de gewonde Boris die thuis een wapen met granaatwerper heeft opgehaald. Turkish en Tommy (die nog altijd niets van de diamant weten) zijn hem hierbij even tegen het lijf gelopen, maar uiteindelijk verbouwereerd bij het huis achtergebleven. Tony schiet Boris neer, maar Sol en Vinny ontsnappen in de verwarring.
Sol en Vinny zijn nu van plan de diamant in alle rust te overhandigen aan Brick Top in de hoop van de ellende af te zijn, maar Avi en Tony krijgen hen alsnog te pakken. Vinny, die de diamant in zijn broek verstopt heeft, beweert dat de diamant nog op hun kantoor ligt. Op kantoor verzint hij de smoes dat zijn hond de diamant waarschijnlijk heeft gevonden en ingeslikt. Als Tony en Avi de hond daarop willen slachten geeft Vinny toe en haalt de diamant tevoorschijn, waarop de hond hem echter alsnog inslikt en wegrent. Avi schiet wild om zich heen om de hond te raken, maar schiet in blinde drift per ongeluk Tony dood, waarop hij getergd opgeeft en terug naar New York gaat.
Turkish en Tommy hebben geen geld om de caravan voor Mickey te betalen en tot overmaat van ramp wordt hun gokhal door mannen van Brick Top, bij wijze van intimidatie, vernield. Turkish wordt ook bijna afgetuigd, maar Tommy redt hen met behulp van zijn namaakpistool en een staaltje bluf. Dezelfde nacht wordt de caravan van Mickey's moeder echter ook in brand gestoken op last van Brick Top. Mickey's moeder, die in de caravan lag te slapen, komt hierbij om. Mickey gaat hierop akkoord om voor niets te vechten, maar wordt op de avondwake voor zijn moeder stomdronken, zodat Turkish vreest dat hij neer zal gaan voor de vierde ronde. Ondertussen staan Brick Tops mannen klaar bij het woonwagenkamp om toe te slaan als Mickey niet in de vierde ronde neergaat. In de vierde ronde slaat Mickey zijn tegenstander echter alsnog knock-out, waarmee het doodvonnis voor Turkish en Tommy is getekend. Maar dan komt de verrassing. De kampbewoners blijken voorbereid en schieten zonder pardon Brick Top en zijn mannen dood.
De volgende ochtend gaan Turkish en Tommy terug naar het kamp, maar de zigeuners blijken vertrokken. Als de politie er arriveert en hen vraagt hun aanwezigheid te verklaren ziet Turkish de hond van Vinny (die oorspronkelijk uit het woonwagenkamp kwam en er daarom naar terug gegaan is) en beweert dat ze gewoon de hond uitlaten. Onderweg rijden ze langs de wagen van Vinny en Sol, die zijn aangehouden nadat de politie de lijken van Tony en Franky in hun auto gevonden heeft. Omdat de hond een piepend geluid maakt gaan ze ermee naar de dierenarts. In de laatste scène zien we weer het tafereel uit het begin van de film. De man bij wie Turkish en Tommy zich bevinden blijkt Doug te zijn, die onmiddellijk Avi laat overkomen voor de koop.

## Rolverdeling
| Acteur           | Personage                     |
| ---------------- | ----------------------------- |
| Jason Statham    | Turkish                       |
| Stephen Graham   | Tommy                         |
| Brad Pitt        | Mickey O'Neil                 |
| Alan Ford        | "Brick Top" Pulford           |
| Robbie Gee       | Vinny                         |
| Lennie James     | Sol                           |
| Ade              | Tyrone                        |
| Dennis Farina    | Abraham "Cousin Avi" Denovitz |
| Rade Šerbedžija  | Boris "The Blade" Yurinov     |
| Vinnie Jones     | Bullet Tooth Tony             |
| Adam Fogerty     | Gorgeous George               |
| Mike Reid        | Doug "The Head" Denovitz      |
| Benicio del Toro | Franky Four-Fingers           |
| Sorcha Cusack    | Mrs. O'Neil                   |
| Jason Flemyng    | Darren                        |
| Goldie           | Bad Boy Lincoln               |
| Velibor Topic    | de Rus                        |
| Sam Douglas      | Rosebud                       |
| Ewen Bremner     | Mullet                        |
| Andy Beckwith    | Errol                         |
| Dave Legeno      | John                          |
| William Beck     | Neil                          |